# Siamanna
Siamanna (sardinsky: Siamànna) je italská obec (comune) v provincii Oristano v regionu Sardinie. Nachází se ve výšce 100 metrů nad mořem a má 766 obyvatel. Rozloha obce je 28,36 km².